# 大眼黑頭魚
大眼黑頭魚，為輻鰭魚綱黑头鱼目黑頭魚科的其中一種，是深海魚類，分布於東大西洋冰島與格陵蘭、不列顛群島至茅利塔尼亞；西大西洋戴維斯海峽至宏都拉斯海域，棲息深度600-2500公尺，體長可達79公分，棲息於沙泥底質底層水域，群體活動，以櫛水母、甲殼類、棘皮動物與多毛類為食，生活習性不明。

## 扩展阅读
維基物種上的相關：大眼黑頭魚